# Соколів (Тернопільський район)

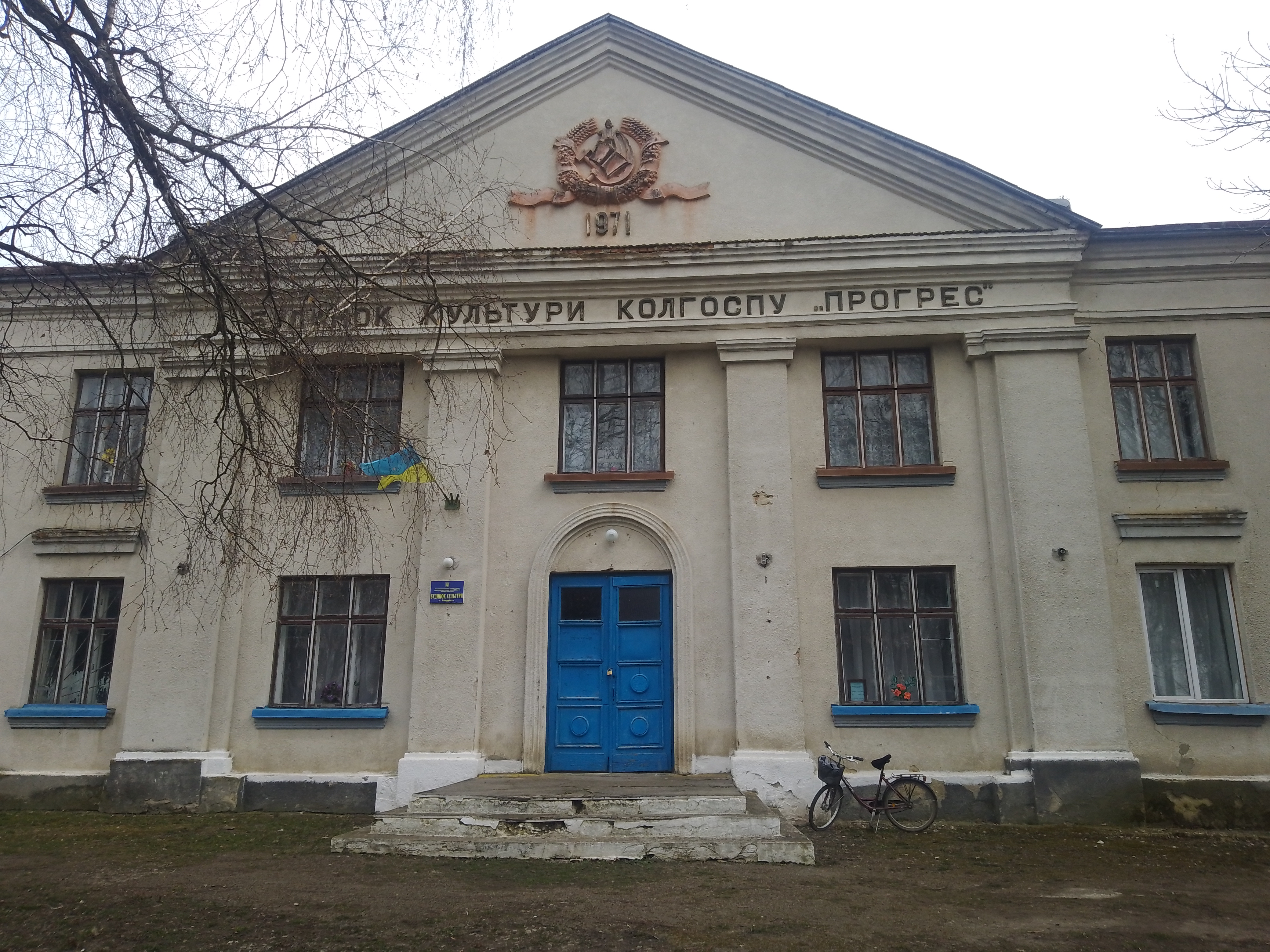
Приміщення будинку культури

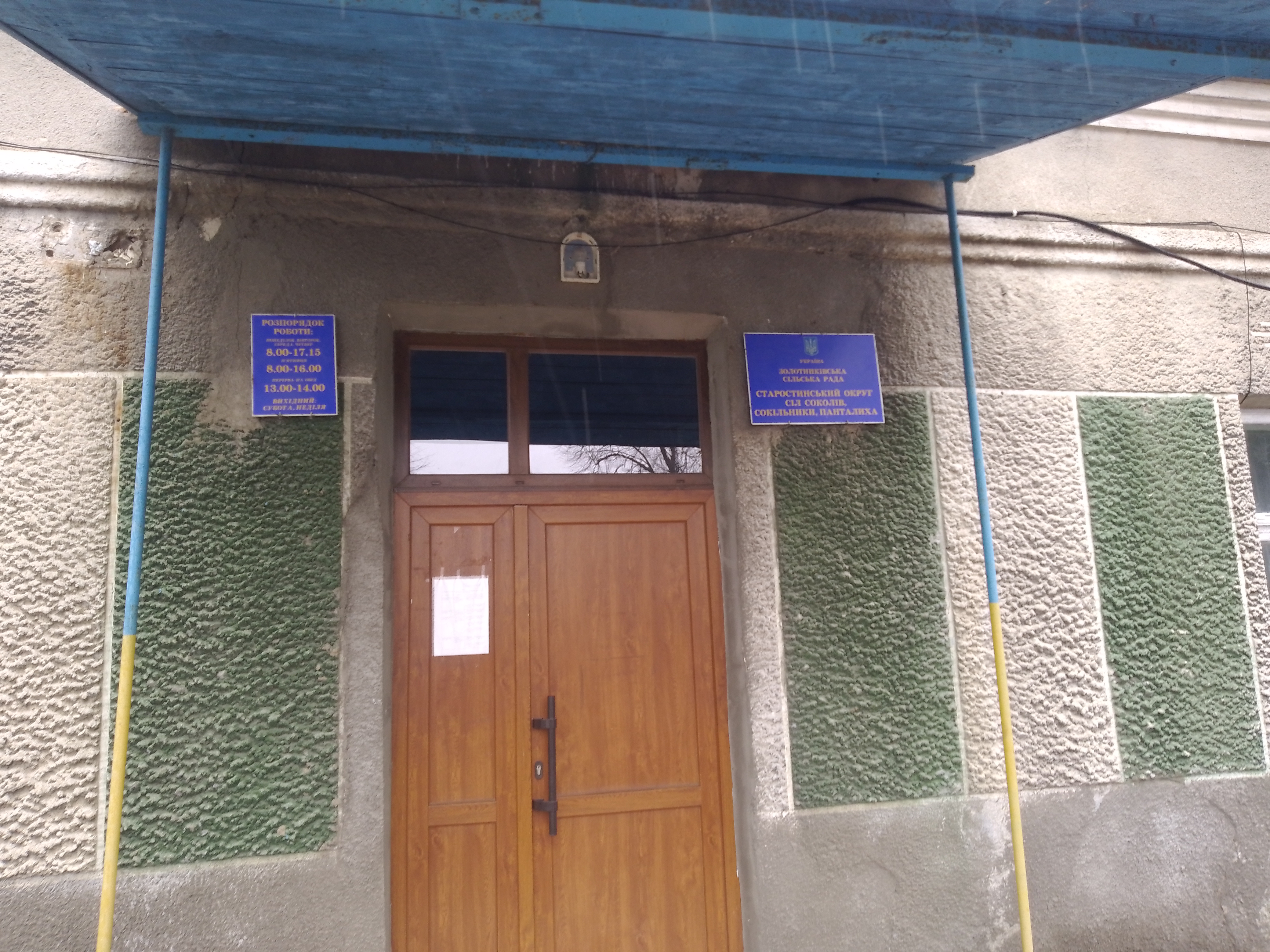
Приміщення старостинського округу

Со́колів — село в Україні, у Золотниківській сільській громаді Тернопільського району  Тернопільської області.  Адміністративний центр колишньої  Соколівської сільської ради, якій було підпорядковано села Сокільники (Тернопільський район) і Панталиха ( до 2015 року). Від вересня 2015 року село ввійшло у склад Золотниківської сільської громади. Біля Соколова був хутір Соколівка, жителів якого 1945–1946 вивезли до Польщі. Розташоване в центральній частині району, на лівому березі річки Стрипа. 
Населення — 502 особи (2007).

## Населення

### Мова
Розподіл населення за рідною мовою за даними перепису 2001 року:
| Мова       | Кількість | Відсоток |
| ---------- | --------- | -------- |
| українська | 532       | 100%     |

## Історія
Перша писемна згадка — 1444 року.  
За переказами в давні часи власник поселення полював на соколів, а селяни утримували і доглядали цих птахів, виконуючи тим самим одну з головних повинностей на користь пана. Оскільки жителі села постійно мали справу з соколами, які, мабуть, повинні були бути в кожному селянському дворі чи утримувалися на окремій птахівні, то й село стали називати Соколів, а його жителів – сокільниками.
1564 р. Соколів згаданий як містечко, на поч. 16 ст. родина Вільчиків збодувала замок, руїни зберігалися до 20 ст.
13 серпня 1852 року Галицьке крайове управління шкіл у Львові дало дозвіл на заснування тривіальної школи у Соколові. До  1905 р. тут існувала однокласна школа, а з 1905 року – двокласна.
На початку вересня 1915 року поблизу Соколова воював Легіон УСС.
Після 1935 р. село належало до гміни Золотники. 
Діяли «Просвіта», «Січ», «Сокіл», «Відродження» й інші товариства, кооператива.
Під час німецько-радянської війни село спалене.
12 червня 2020 року, відповідно до розпорядження Кабінету Міністрів України № 724-р «Про визначення адміністративних центрів та затвердження територій територіальних громад Тернопільської області» увійшло до складу Золотниківської сільської громади.
19 липня 2020 року, в результаті адміністративно-територіальної реформи та ліквідації Теребовлянського району, село увійшло до складу Тернопільського району.

## Пам'ятки

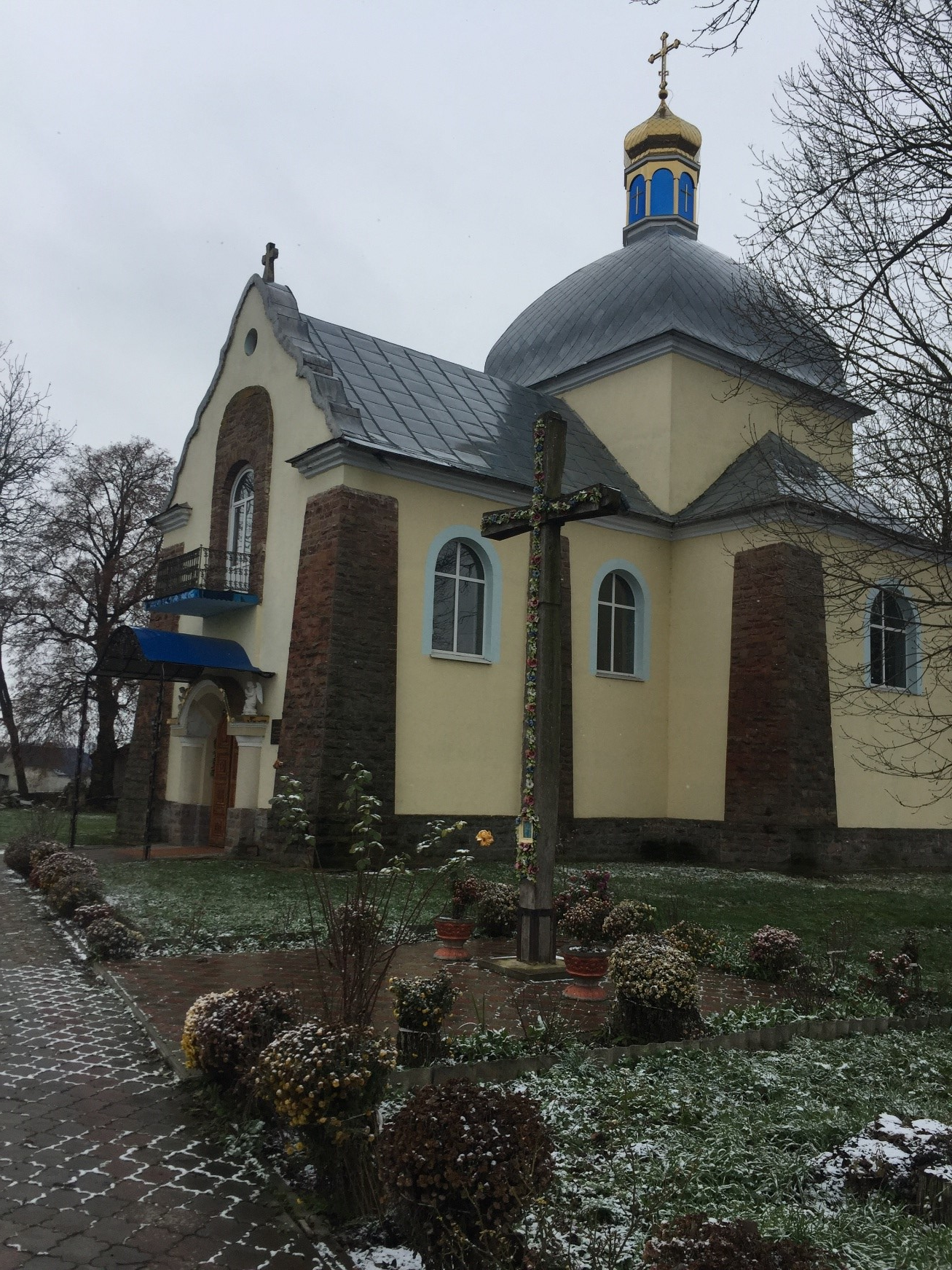
Церква святої великомучениці Параскеви П'ятниці

Церква святої Великомучениці Параскеви, споруджена методом «народної будови» за ініціативи священника Андрія Гумницького в 1936 році.
Споруджено пам'ятник воїнам-односельцям, полеглим у німецько-радянській війні (1968), насипано символічну могилу Борцям за волю України (2002).

## Соціальна сфера
Працюють ЗОШ 1-2 ступ., клуб, бібліотека, ФАП, відділення зв'язку, торговельний заклад; діє філія товариства українсько-словацької компанії «Гідіна-ЗК Україна».

## Відомі люди
У селі народилися:
- Петро Атаманюк — український громадсько-культурний діяч
- Іван Атаманюк — український громадський діяч .
- Людвік Чайковський — польський художник

## Галерея

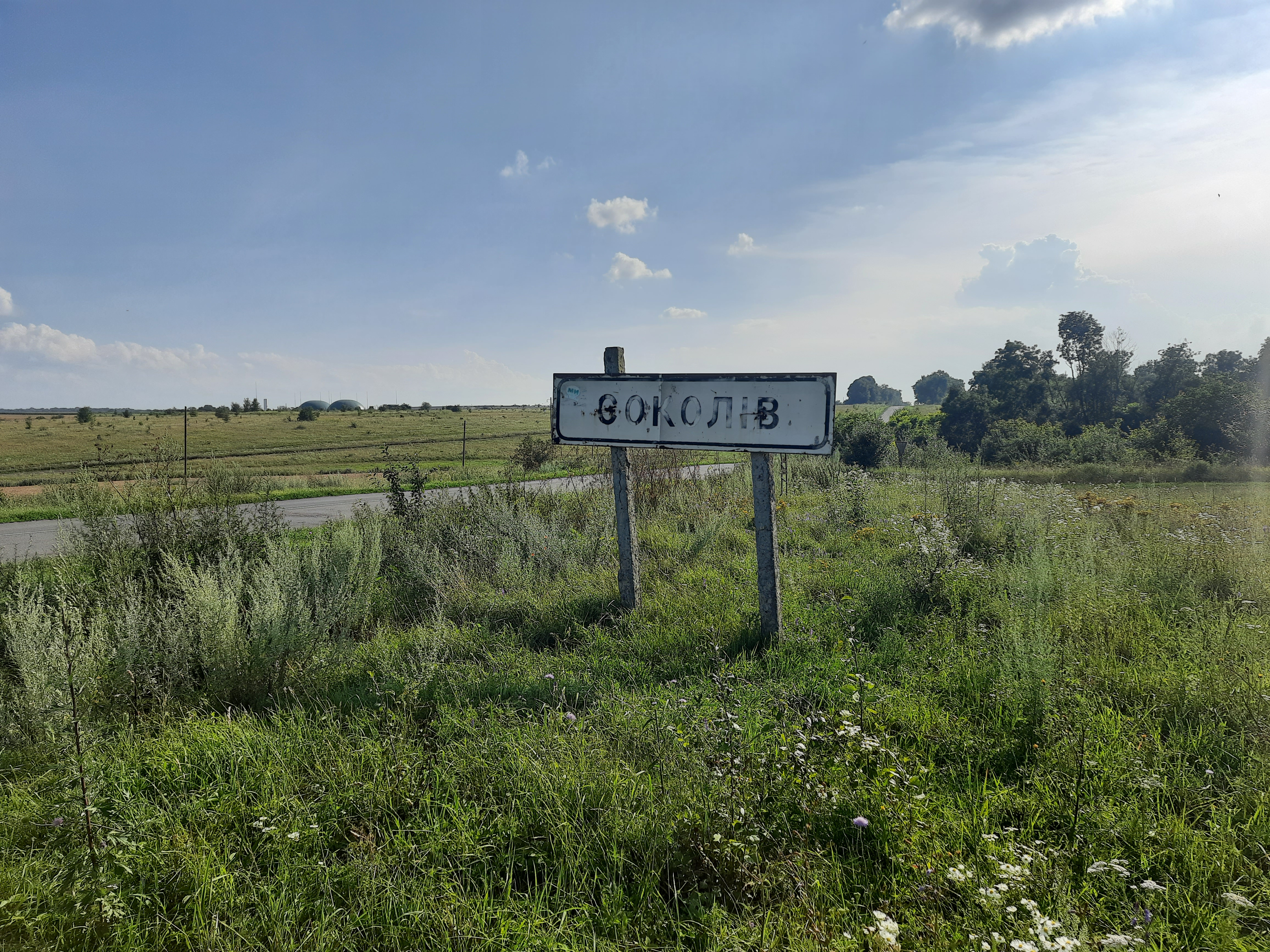
Дорожній знак при в'їзді в село
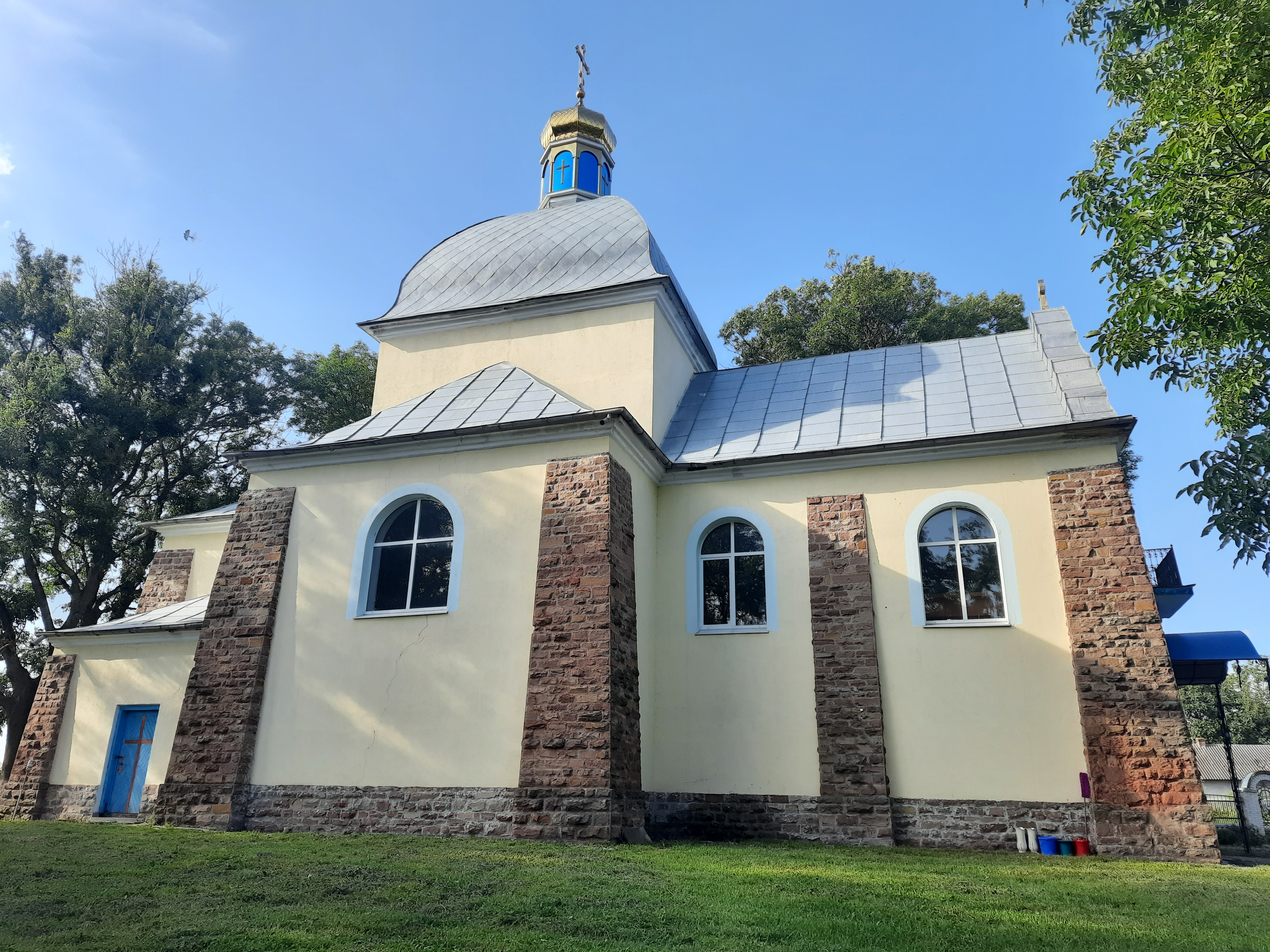
Церква Святої Параскеви
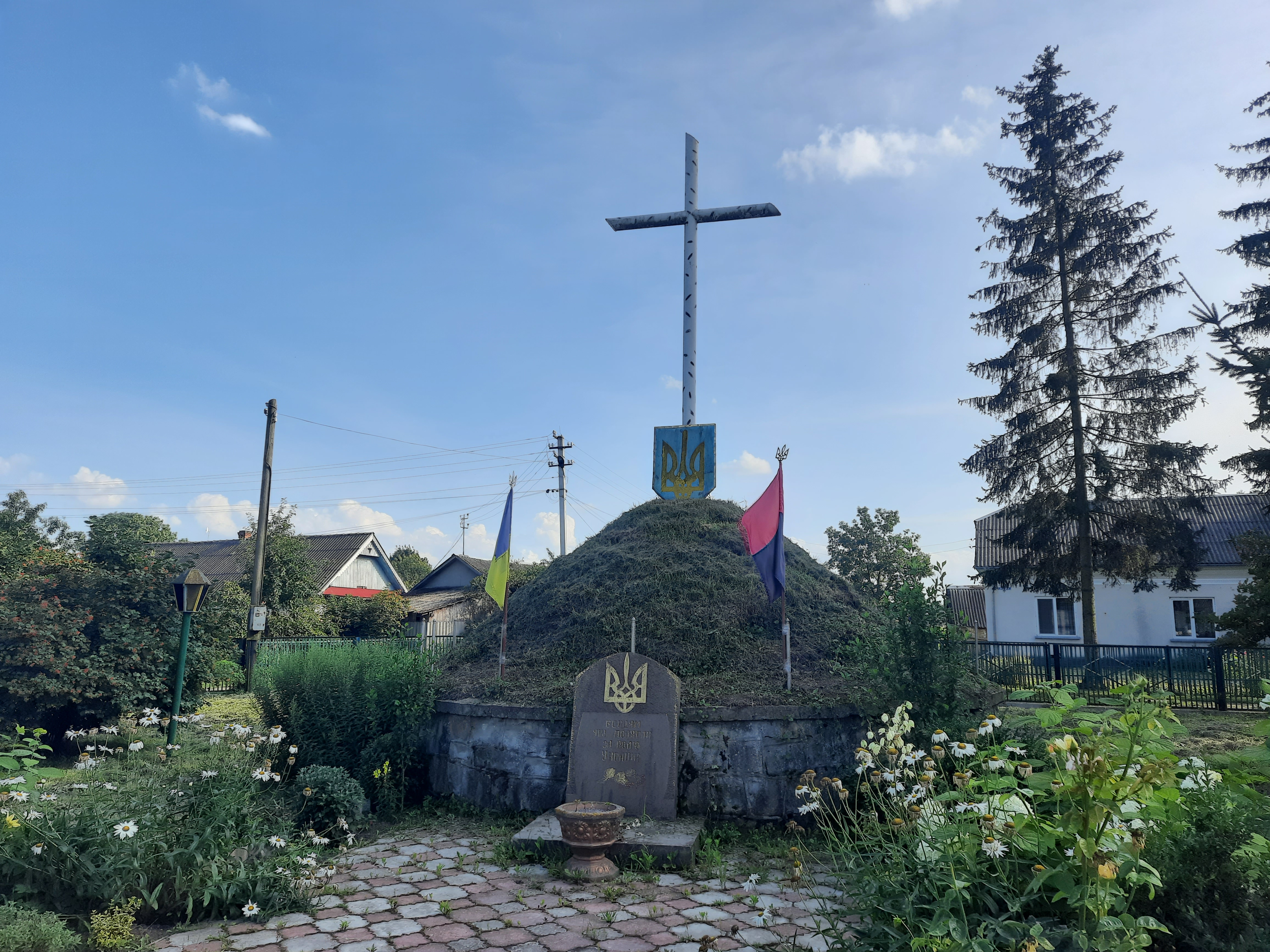
Символічна могила Борцям за волю України
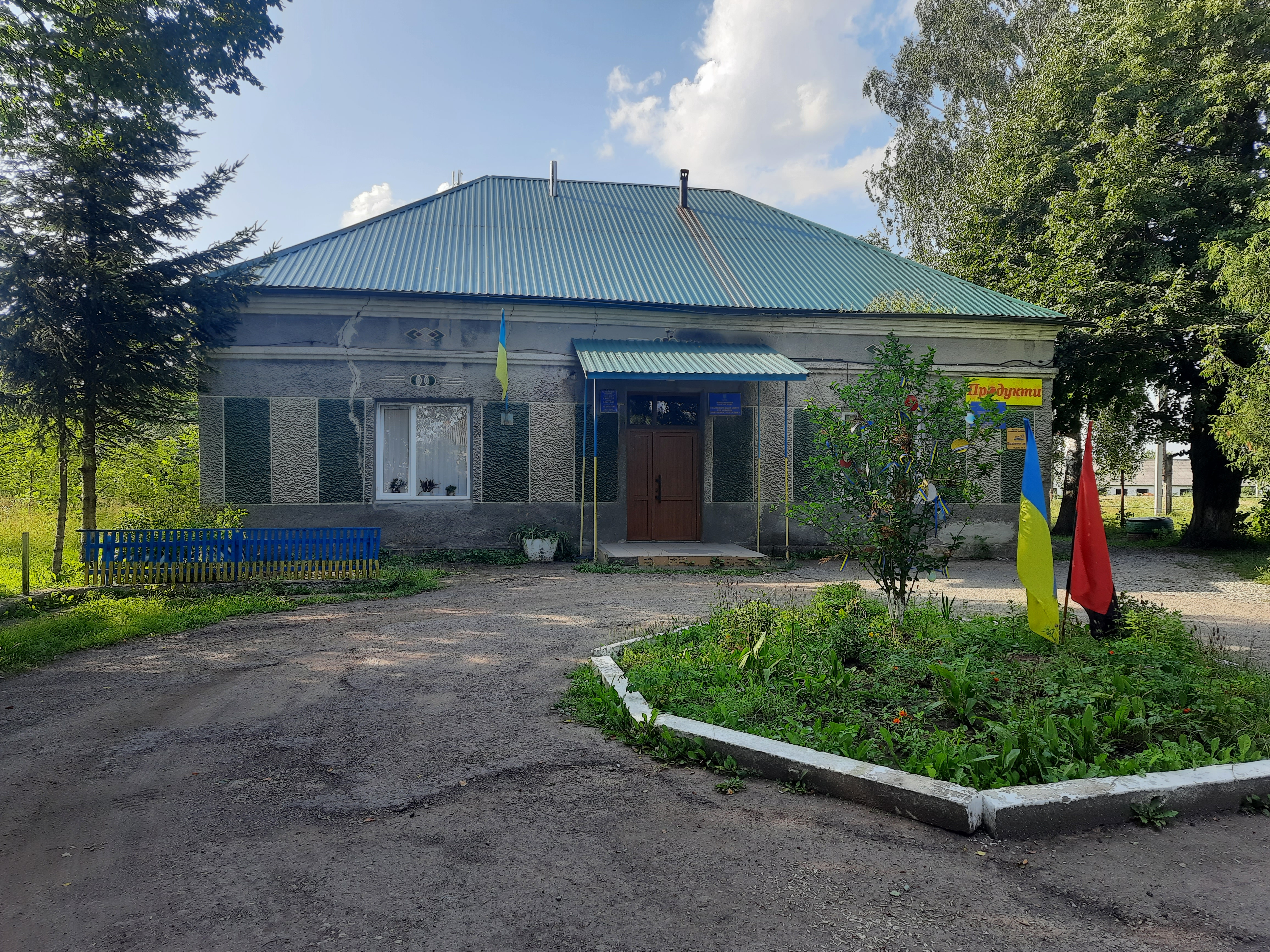
Старостат